# Zaklodzie (meteorit)
 Meteorit Zaklodzje je meteorit iz skupine preprostih ahondritov. Našli so ga septembra leta 1998 na Poljskem pri kraju Zamosc (verjetno je padel na Zemljo 21. aprila 1897) . Njegova masa je 8,68 kg.

Meteorit Zaklodzje vsebuje veliko kovine. Verjetno je nastal v pogojih, kjer je bilo zelo malo kisika. Čeprav je podoben enstatitnim hondritom, ima tudi ahondritno strukturo. Zaradi tega ga pogosto prištevajo med preproste preproste enstatitne ahondrite.

V to skupino meteoritov spada tudi meteorit Itqiy.